# Virtuosi Racing
Virtuosi Racing, voorheen ook bekend als Virtuosi UK, is een autosportteam uit het Verenigd Koninkrijk.

## Geschiedenis
In 2012 richtten Paul Devlin, Declan Lohan and Andy Roche het team Virtuosi UK op in Carleton Rode, Norfolk om dat jaar deel te nemen aan de Auto GP. Pål Varhaug was de vaste coureur van het team, terwijl de tweede auto tijdens het eerste raceweekend in handen was van Matteo Beretta, in het tweede raceweekend van Sten Pentus en de rest van het seizoen van Francesco Dracone. Varhaug won drie races op het Autodromo Nazionale Monza, de Hungaroring en de Sonoma Raceway en eindigde achter Adrian Quaife-Hobbs als tweede in het kampioenschap, terwijl het team als vierde in het klassement eindigde.
In 2013 kwam het team uit in de Auto GP met Andrea Roda en Max Segirev. Tijdens de laatste drie raceweekenden ging het team tevens een samenwerking aan met Comtec Racing en stapte Roberto La Rocca in voor Comtec by Virtuosi. Dit seizoen waren twee vierde plaatsen van Roda het beste resultaat van het team, dat naar de zevende plaats in het klassement zakte.
In 2014 bleef Andrea Roda voor het Auto GP-team rijden. Ook Richard Gonda en Sam Dejonghe stapten in voor de openingsronden van het kampioenschap. Gonda verliet het kampioenschap na twee raceweekenden, terwijl Dejonghe een weekend later uitstapte. Hij werd oorspronkelijk vervangen door de terugkerende Varhaug, maar voor de laatste drie raceweekenden werd hij vervangen door Tamás Pál Kiss, die Zele Racing verliet. Roda won zijn eerste race op de Red Bull Ring, terwijl Kiss twee overwinningen behaalde op de Nürburgring en het Autódromo do Estoril. Kiss eindigde achter Kimiya Sato als tweede in het kampioenschap, terwijl het team achter Super Nova International ook als tweede in het klassement eindigde.
In 2015 contracteerde het team Nikita Zlobin, terwijl ook Johnny Cecotto jr. deelnam aan het eerste raceweekend. Na twee raceweekenden werd het kampioenschap echter stopgezet vanwege een gebrek aan deelnemers, met Zlobin op de vierde plaats in het kampioenschap en Virtuosi op positie 3. Naast de Auto GP-activiteiten nam het team ook het management van het GP2-team Russian Time over van iSport International.
In 2016 zou het team debuteren in de GP3 Series, maar enkele maanden voor de start van het seizoen trok het team zich terug uit dit kampioenschap.
In 2019 debuteert Virtuosi officieel in de Formule 2 als vervanger van Russian Time, nadat het de vier voorgaande seizoenen al diende als operator van de auto's van dat team. De coureurs van het team zijn Zhou Guanyu en Luca Ghiotto.